# Liridon Osmanaj
Liridon Osmanaj, slovenski nogometaš, * 4. januar 1992, Maribor.
Osmanaj je nekdanji profesionalni nogometaš, ki je igral na položaju napadalca. V svoji karieri je igral za slovenske klube Maribor, Domžale, Aluminij, Radomlje in Nafto 1903, albanski Partizani Tirana, poljski Widzew Łódź, katarski Al-Shamal ter švicarske Concordia Basel, Dornach, Dardanio Basel in Laufen II. Skupno je v prvi slovenski ligi odigral 43 tekem in dosegel šest golov, v drugi slovenski ligi pa 40 tekem in devet golov. Bil je tudi član slovenske reprezentance do 16, 19 in 20 let.